# Заштраночна
Заштра́ночна (рос. Заштраночная, чув. Заштранкă) — присілок у Чувашії Російської Федерації, у складі Мочарського сільського поселення Ядринського району.
Населення — 25 осіб (2010; 28 в 2002, 39 в 1979, 133 в 1939, 216 в 1926, 177 в 1899, 117 в 1859). Національний склад — чуваші, росіяни.

## Історія
Історична назва — Заштранка. Засновано 19 століття як околоток села Велике Чурашево. До 1866 року селяни мали статус державних, займались землеробством, тваринництвом, бджільництвом, ковальством, лісозаготівлею. У другій половині 19 століття діяв шинок. 1931 року створено колгосп «Путь Леніна». До 1927 року присілок входив до складу Тораєвської волості Ядринського повіту, після переходу 1927 року на райони — у складі Ядринського району.